# شیخ حسینه
شیخ حَسینه واجد (بنگالی: শেখ হাসিনা ওয়াজেদ؛ ۲۸ سپتامبر ۱۹۴۷) سیاستمدار بنگلادشی است که از ۱۹۹۶ تا ۲۰۰۱ و دوباره از ۲۰۰۹ تا ۲۰۲۴ به‌عنوان نخست‌وزیر بنگلادش فعالیت کرد. او بزرگ‌ترین فرزند شیخ مُجیب‌الرَحمن، بنیان‌گذار و نخستین رئیس‌جمهور بنگلادش است. او در مجموع بیش از ۲۰ سال قدرت را در این کشور در دست داشت و طولانی‌ترین دورهٔ نخست‌وزیری بنگلادش به نام اوست. دوران نخست‌وزیری او پس از یک سری اعتراضات خشونت‌آمیز در سال ۲۰۲۴ با فرار او به هند پایان رسید.

## زندگی سیاسی
پدر حسینه به‌همراه بیشتر اعضای خانواده در یک کودتای نظامی در ۱۵ اوت ۱۹۷۵ به قتل رسید. حسینه و خواهر کوچکتر او که در زمان کودتا خارج از کشور بودند و زنده ماندند. او شش سال در هند در تبعید زندگی کرد و سرانجام در سال ۱۹۸۱ به بنگلادش بازگشت. او با حمایت جنبش دموکراسی‌خواهی بنگلادش در دهه‌های ۱۹۸۰ و ۱۹۹۰ به نماد ملی در آن دوران تبدیل شد. در دوران حکومت نظامی خودکامه حسین محمد ارشاد، او برای برپایی اعتراض‌های خیابانی و رسیدن به دموکراسی با دیگر احزاب بنگلادش متحد شد. در پایان رژیم خودکامه حسین محمد ارشاد، حسینه رهبر وقت عوامی لیگ بنگلادش بود و در انتخابات ۱۹۹۱ از خالده ضیا (که با او علیه ارشاد متحد شده بود) شکست خورد. حسینه به‌عنوان رهبر اپوزیسیون، حزب ملی‌گرای بنگلادشِ خالده ضیا را به تقلب انتخاباتی متهم و پارلمان را تحریم کرد که در پی آن تظاهرات خشونت‌آمیز و آشفتگی سیاسی رخ داد. با استعفای ضیا دولت موقت تشکیل شد و پس از آن حسینه در انتخابات ژوئن ۱۹۹۶ به نخست‌وزیری رسید. امضای توافق‌نامه آب با هند و توافق صلح با رهبران شورشی قبایل در جنوب شرق کشور از دستاوردهای او در این دوران بودند. در همان زمان دولت او به فساد در امضای قراردادهای تجاری متهم شد. همچنین منتقدان می‌گفتند که بنگلادش بیش از حد به هند وابسته شده است. در حالی که کشور دستخوش رشد اقتصادی و کاهش فقر شد، در دور نخست تصدی او که در ژوئیه ۲۰۰۱ به پایان رسید، بنگلادش در آشفتگی سیاسی باقی ماند و پس از آن ضیا جانشین حسینه شد. این اولین دوره کامل پنج ساله نخست‌وزیری در بنگلادش بود. در جریان یکی از سوءقصدها در سال ۲۰۰۴ شنوایی او آسیب دید.
در طول بحران سیاسی ۲۰۰۶–۲۰۰۸ بنگلادش، حسینه به اتهام اخاذی بازداشت شد. پس از آزادی از زندان، او در انتخابات سال ۲۰۰۸ پیروز شد. در سال ۲۰۱۴ حسینه در انتخاباتی که توسط حزب ملی‌گرای بنگلادش تحریم شد و ناظران بین‌المللی آن را مورد نقد قرار دادند، برای سومین دوره انتخاب شد. در سال ۲۰۱۷ پس از آنکه نزدیک به یک میلیون نفر از مردم روهینگیا از نسل‌کشی در میانمار گریختند و وارد کشور شدند، حسینه به خاطر پناه دادن و کمک به آن‌ها مورد ستایش قرار گرفت. او پس از انتخابات ۲۰۱۸ و ۲۰۲۴ که به خاطر خشونت خدشه‌دار شد و بابت تقلب به‌طور گسترده مورد انتقاد قرار گرفت، چهارمین و پنجمین دوره نخست‌وزیری را به دست آورد. حسینه در سال ۲۰۲۴ پس از هفته‌ها اعتراض‌های دانشجویی که به شورش‌هایی مرگبار در سراسر کشور انجامید، استعفا داد و کشور را ترک کرد.

## عملکرد
بنگلادش از سال ۲۰۰۹ تحت رهبری حسینه به موفقیت اقتصادی قابل‌توجهی دست یافت و بیش از ۲۵ میلیون نفر در ۲۰ سال گذشته در آن کشور از فقر نجات یافتند که بیشتر آن رشد صنعت پوشاک بود. اما با همه‌گیری کرونا هزینه زندگی در بنگلادش افزایش چشمگیری یافت و ذخایر ارزی کشور به شدت کاهش پیدا کرد. تاجاییکه بدهی خارجی آن از سال ۲۰۱۶ تا ۲۰۲۴ دو برابر شد. بسیاری سوء‌مدیریت و فساد دولت حسینه را دلیل این وضعیت می‌دانند.
عموماً تصور می‌شود که بنگلادش در دوران نخست‌وزیری حسینه، عقب‌نشینی دموکراتیک را تجربه کرده است. سربه‌نیست کردن‌های گسترده و قتل‌های فراقضایی تحت حکومت او از سوی دیده‌بان حقوق بشر مستند شده‌اند. بسیاری از سیاستمداران و روزنامه‌نگاران به‌خاطر به چالش کشیدن دیدگاه‌های او به‌طور سیستماتیک و قضایی مجازات شدند. در سال ۲۰۲۱ گزارشگران بدون مرز سیاست رسانه‌ای حسینه برای محدود کردن آزادی مطبوعات در بنگلادش از سال ۲۰۱۴ را منفی ارزیابی کرد.
حسینه در درون کشور به دلیل نزدیکی بیش از حد به هند که اغلب به بهای از دست دادنِ حق حاکمیت بنگلادش است، مورد انتقاد قرار گرفت. او را مظهر مداخله هند در سیاست بنگلادش می‌دانند که منتقدان آن را منبع اصلی قدرت حسینه توصیف کردند. نام حسینه در سال ۲۰۱۸ در میان فهرست ۱۰۰ فرد تأثیرگذار تایم در جهان بود و در سال‌های ۲۰۱۵، ۲۰۱۸، و ۲۰۲۲ از سوی فوربز به‌عنوان یکی از ۱۰۰ زن قدرتمند جهان  انتخاب شد. طولانی‌ترین دوره ریاست دولت به عنوان یک زن در تاریخ مدرن، به نام حسینه است.

## دوره پنجم نخست‌وزیری استعفا و فرار به هند
حسینه و حزب او در یک انتخابات که توسط اصلی‌ترین حزب مخالف تحریم شده بود با مشارکت ۴۱٫۸ درصدی توانست ۲۲۴ از ۳۰۰ صندلی پارلمان را کسب کند و برای چهارمین دوره پی‌درپی نخست‌وزیر بنگلادش شود. در اوایل ژوئیه ۲۰۲۴ اعتراضات به سیستم سهمیه‌بندی برای نوادگان جنگندگان جنگ استقلال بنگلادش شروع شد. در ۵ اوت ۲۰۲۴ یک روز پس از کشته‌شدن ده‌ها [صدها نفر] نفر در اعتراضات داکا، شیخ حسینه، پیش از رسیدن هزاران معترض به کاخ نخست‌وزیری، استعفا و به همراه خواهرش به هند فرار کرد. شیخ حسینه، نخست‌وزیر سابق بنگلادش معتقد است که ایالات متحده در استعفای وی دست داشته و دلیل آن خودداری وی از انتقال جزیره سنت مارتین به آمریکا برای ساخت پایگاه نظامی آمریکایی در آن بوده است.